# Francisco Velázquez Minaya y Guerra
Francisco Velázquez Minaya y Guerra (Madrid, 1584-1655) fue un noble y político español del siglo XVII.

## Biografía
Hijo de Francisco Velázquez Minaya (nieto de Gutierre Velázquez de Cuéllar), señor de la Casa de Minaya, regidor de Madrigal de las Altas Torres y de la cámara de Felipe II de España; y de Beatriz Guerra y Pereira de Céspedes, secretaria y azafata de la reina Margarita de Austria-Estiria e hija de Diego Álvarez Pereira Carneiro, mayordomo mayor de la emperatriz María Ana de Austria y Austria-Estiria.
Nombrado alcalde de Jerez de los Caballeros en 1609, fue también nombrado caballero de la Orden de Santiago en 1619 y comendador de Lobón en dicha Orden en 1643. Sirvió durante 55 años el oficio de caballerizo de la reina, de las infantas y de Felipe IV de España, siendo durante 25 años el caballerizo más antiguo de la reina Isabel de Borbón, y fue primer caballerizo tanto del rey como de su esposa. En 1653 adquirió a la Real Hacienda el señorío de la villa de Nomincha y su jurisdicción.
Aficionado a la pintura, ejecutó algunas obras con mucho gusto, y aplicado al estudio de todo género de letras, escribió un libro: Esfera del mundo, con una breve descripción del mapa, Madrid 1620.
Casó con Catalina de Busto y Bustamante, azafata de la emperatriz Margarita, hija de Alonso de Busto y Bustamante, regente de la Real Audiencia de Canarias y de Juana de Aguilar, y fueron padres de:
1. Manuel José Velázquez Minaya, caballerizo y grefier de Carlos II de España.
2. Alonso Francisco Velázquez Minaya (+1703), caballerizo del rey, casado con María Ambrosia de Frías y Chaves, siendo padres de Antonio Velázquez Minaya.